# Bertha (televisieserie)
Bertha is een Britse stop-motionanimatieserie over een gelijknamige machine. De serie bestaat uit 13 afleveringen die uitgezonden werd van 1 april 1985 tot 18 juni 1986 door de BBC. Andere belangrijke personages in de serie waren de heer Willmake (fabriekseigenaar), de heer Sprott (Bertha's hoofdontwerper) en Tracy (jonge assistent van de heer Sprott). Alle personages werden ontworpen door Ivor Wood, en de serie werd geproduceerd door zijn bedrijf, Woodland Animations.

## Productie
Bertha werd gemaakt door Woodland Animations, die ook de series Pieter Post, Charlie Chalk en Gran voor de BBC produceerde. De afleveringen werden geschreven door Eric Charles en Stephen Flewers, en ontworpen, geproduceerd en gerediseerd door Ivor Wood. De intro werd ingezongen door Guy Fletcher. De nummers "Tracy's Robot Song", "Mrs Tupp" en "Isn't It Nice?" werden gezongen door Stefanie de Sykes en werden later uitgebracht op een lp.

## Karakters
| Personage        | Opmerking |
| ---------------- | --- |
| Mr. Willmake     | Fabriekseigenaar en manager van de fabriek |
| Miss McClackerty | Mr. Willmake's Secretaris |
| Mr. Sprott       | Hoofdontwerper |
| Tracy James      | De assistent van de heer Sprott |
| Mr. Duncan       | Werkvoorman |
| Ted Turner       | Hoofd machine operator (Die een aantal invloeden van de veteraan en tv-presentator toont Bruce Forsyth heeft).                                                                                 |
| Roy Willing      | Assistent machine operator (Onbekend of hij is vernoemd naar de verteller Roy Kinnear). |
| Mrs. Tupp        | De thee dame |
| Panjid Singh     | Vorkheftruck exploitant, heeft vaak ongevallen wat niet zijn schuld is. |
| Nell             | Inpakster van de fabriek |
| Flo              | Stacker |
| TOM              | Talk machine bediende, een robot ontworpen door Tracy en gebouwd door Bertha om klussen uit te voeren rond de fabriek.                                                                         |
| Bertha           | Een oude machine in de fabriek, die meer dan de 50 jaar heeft gewerkt in de fabriek en later gemoderniseerd is. Ze helpt de rest van de Spottiswood & Company fabriek tijdens elke aflevering. |

## Afleveringen
| Aflevering | Titel                        | Uitzenddatum     |
| ---------- | ---------------------------- | ---------------- |
| 1          | The Great Painting Job       | 1 april 1985     |
| 2          | The Windmills                | 15 april 1985    |
| 3          | Mouse in the Works           | 22 april 1985    |
| 4          | The Best Machine Competition | 29 april 1985    |
| 5          | Tom Gets Lost                | 13 mei 1985      |
| 6          | The Flying Bear              | 20 mei 1985      |
| 7          | The Tea Nurse                | 3 juni 1985      |
| 8          | More Speed, Less Work        | 5 november 1985  |
| 9          | The Big Order                | 12 november 1985 |
| 10         | The Burglars                 | 19 november 1985 |
| 11         | Bertha's Birthday Party      | 26 november 1985 |
| 12         | The Big Sneeze               | 16 april 1986    |
| 13         | Tom's New Friend             | 18 juni 1986     |